# Tuberocephalus prunisucta
Tuberocephalus prunisucta är en insektsart som först beskrevs av Zhang, L.-k. och G.-x. Zhang 2001.  Tuberocephalus prunisucta ingår i släktet Tuberocephalus och familjen långrörsbladlöss. Inga underarter finns listade i Catalogue of Life.